# Arno Behr (Chemiker, 1846)
Arno Behr (* 14. August 1846 in Polompen, Kreis Pogegen, Ostpreußen; † 25. Juni 1921 in Pasadena, Kalifornien) war ein deutschamerikanischer Chemiker, bekannt für Entwicklungen in der Zucker- und Stärkeindustrie.
Behr studierte in Tübingen, Berlin und Heidelberg, wo er 1869 promoviert wurde.
1874 kam er in die USA und arbeitete für die Zuckerraffinerie Matthiessen und Wiechers in Jersey City und danach für die Chicago Sugar Refining Company. Er wohnte zuletzt in Pasadena in Kalifornien.
Er verbesserte die Produktion von Stärke und Zucker aus Korn-Produkten. 1881 erhielt er ein Patent auf die Produktion des kristallisierten Anhydrids von Glucose aus wässriger Glucose-Lösung, wofür er vor allem bekannt war.
1909 erhielt er die Perkin Medal. Er war ab 1881 US-Staatsbürger.